# Franz Xaver Kirchebner

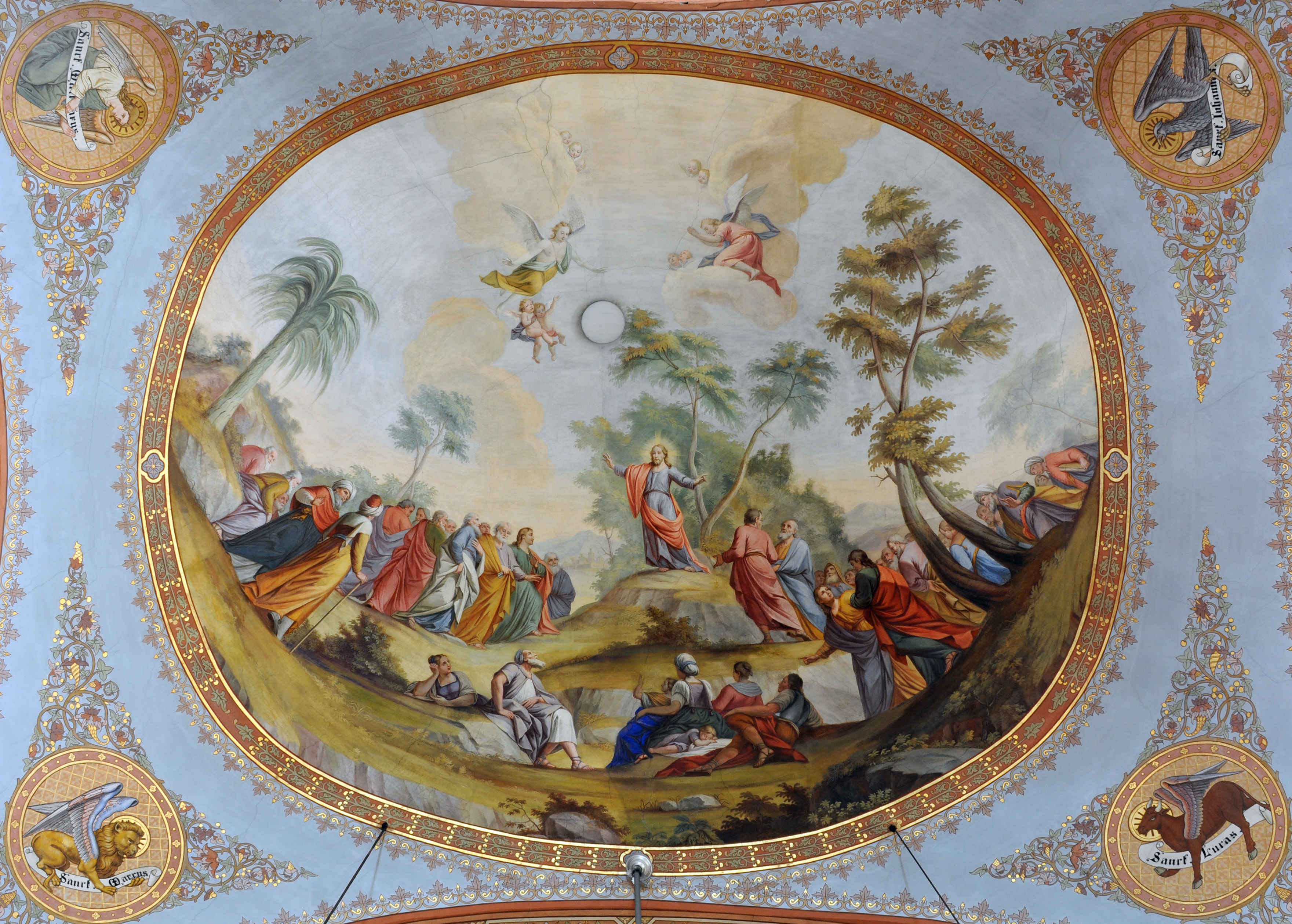
Die Bergpredigt Jesu. Deckengemälde des Franz Xaver Kirchebner und dessen Bruder Josef in der Pfarrkirche St. Ulrich in Gröden (1795/96)

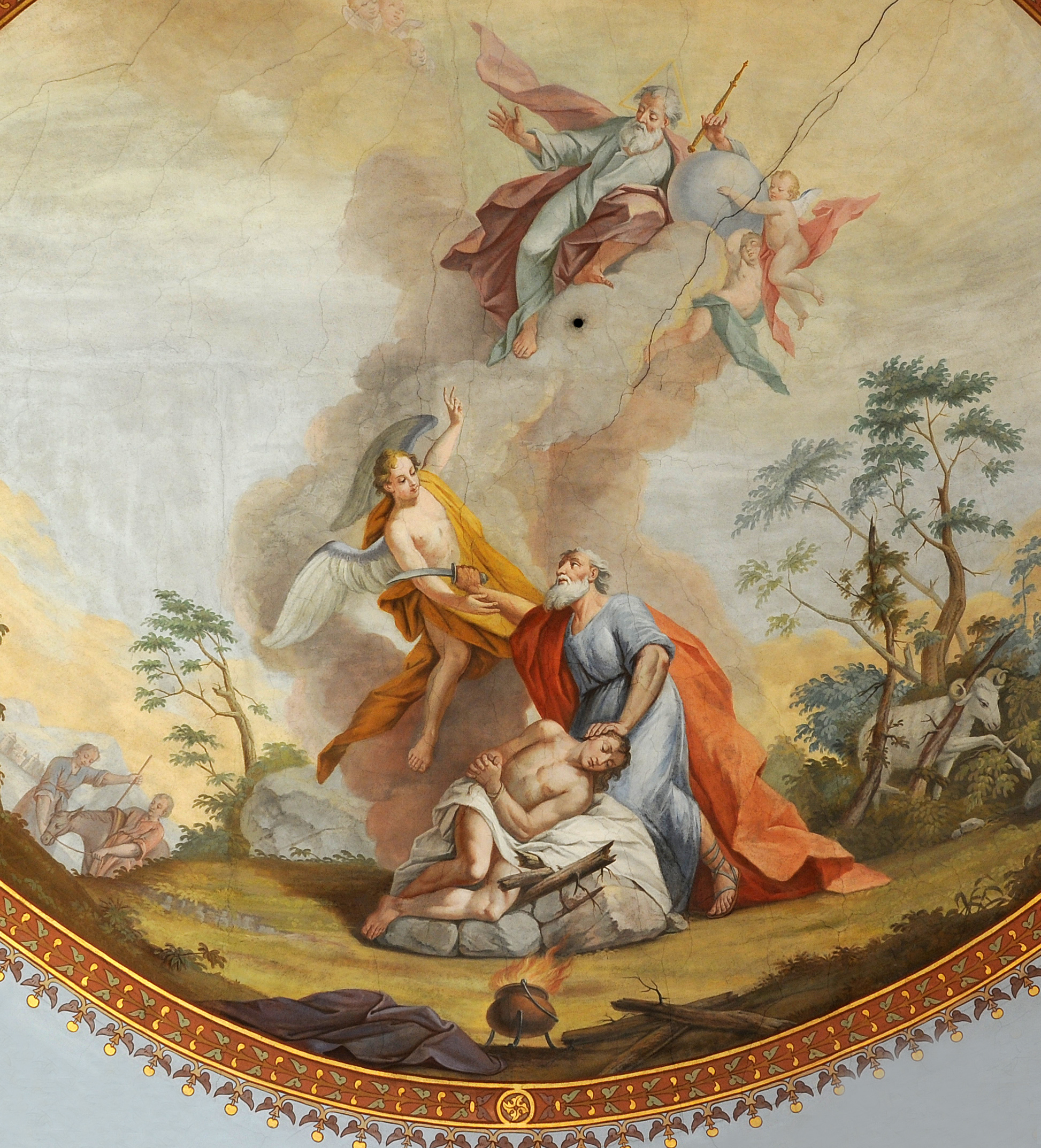
Das Opfer Abrahams – Detail, Pfarrkirche St. Ulrich in Gröden

Franz Xaver Kirchebner (* 6. Dezember 1736 in Götzens; † 15. November 1815 ebenda) war ein Tiroler Kirchenmaler.

## Leben
Franz Xaver war Sohn des Malers Anton Kirchebner aus Axams. Er lernte zunächst bei seinem Vater und studierte anschließend von 1774 bis 1778 Malerei an der Wiener Akademie bei Josef Hauzinger, Caspar Franz Sambach und Martin van Meytens. Danach kehrte er nach Götzens zurück und schuf Fresken und Tafelbilder für Tiroler Kirchen in einem spätbarocken Stil mit klassizistischen Einflüssen. Er malte oft gemeinsam mit seinem Bruder Josef. Eines ihrer Werke sind die Fresken in der Pfarrkirche von St. Ulrich in Gröden in Südtirol.

## Werke
- Inzing, Fresken (1779, mit Bruder und Vater)
- Sistrans, (1786)
- Vill, (1791)
- St. Ulrich in Gröden, Fresken (1795/96)
- Axams, Lindenkapelle (1799)
- Zirl, Kreuzkapelle Kalvarienberg (1800)
- Patsch, Gries im Sellrain, Altarbilder (1778)
- Götzens, Pfarrkirche: Kreuzweg, Altarbilder
- Völs, Blasiuskirche: 14 ovale Bilder